# Frončekovy tabulky
Frončekovy tabulky je statistická metoda vyvinutá českým profesorem matematiky Daliborem Frončekem na univerzitě v americké Minnesotě. Metoda se využívá pro losování dlouhodobých sportovních ligových soutěží. Současně překonává předchozí systém losování, tzv. Bergerovy tabulky. Nejvyšší česká fotbalová soutěž se systémem profesora Frončeka hraje od sezóny 2001/2002. Profesor Fronček svou metodu publikoval v práci Scheduling a Tournament.
Ve Frončekových tabulkách lze zajistit, aby žádné z mužstev nekončilo sezónu dvěma zápasy na hřištích soupeřů. Dále umožňuje pravidelné střídaní zápasů na domácím a soupeřově hřišti. Umožňují též zajistit, aby v jednom kole nehrála svá domácí utkání mužstva ze vzájemně si blízkých sídel či regionů, anebo lze zohlednit možné nevhodné klimatické podmínky na stadionech (například na začátku jarní části sezóny). Systém je navíc proměnlivý v posloupnosti zápasů, takže snižuje míru rizika korupce.